# Musab Mahmoud
Mosaab Mahmoud Mohamed (Al-Fashir, 12 aprile 1983) è un calciatore qatariota, difensore dell'Al Bidda.